# 中山世鑑
『中山世鑑』（ちゅうざんせいかん）は、琉球王国の初めての正史である。
羽地朝秀が王命により編纂。1650年成立。全6巻。巻頭部分は漢文で記述され、正巻部分は全5巻で、こちらは漢字仮名まじり文（和文）で書かれている。和暦の採用や、源為朝（鎮西八郎）が琉球に逃れ、その子が琉球王家の始祖舜天になったとする、記述があり、以前に成立した『琉球神道記』、『保元物語』、『平治物語』などにも同様の記述がみられる。
中山世鑑は正史であり、この話が江戸時代後期に曲亭馬琴と葛飾北斎による『椿説弓張月』を産んだ。この記述に基づき、大正11年には為朝上陸の碑が建てられた。表側に「上陸の碑」と刻まれて、その左斜め下にはこの碑を建てることに尽力した東郷平八郎の名が刻まれている。また、鎌倉幕府が建てた京都・建仁寺の文献にも「源為朝が琉球に渡り建国の主となる」と記述されている。

## 刊行文献
- 首里王府編著『中山世鑑　訳注』、ISBN 489-8051529
諸見友重訳注、榕樹書林「琉球弧叢書」、2011年